# تارون طاهیلیانی
تارون طاهیلیانی (به انگلیسی: Tarun Tahiliani) یک طراح مد مشهور هندی است. او به همراه همسرش اولین بوتیک چند طراحی هند را در سال ۱۹۸۷، و به دنبال آن استودیوی طراحی Tahiliani در سال ۱۹۹۰ تأسیس کرد. او که در دهلی مستقر است، بیشتر به دلیل توانایی‌اش در القای صنایع دستی و میراث نساجی هند شناخته می‌شود. طاهیلیانی اخیراً پروژه‌های متعددی را در زمینه طراحی داخلی انجام داده‌است. او فضای داخلی هتل‌ها (مانند سوفالا، گوا)، رستوران‌ها (آیش در پارک، حیدرآباد)، استراحتگاه‌ها و خانه‌ها را طراحی کرده‌است، و حتی شروع به طراحی مراسم عروسی هندی کرده‌است.